# Francisco Solano López
Pour les articles homonymes, voir Francisco Solano López (homonymie), Francisco López, López et Solano.
Francisco Solano López, né à Asuncion, le 24 juillet 1827 et mort à Cerro Corá, le 1er mars 1870, est un homme d'État qui est maréchal et chef suprême héréditaire du Paraguay de 1862 à 1870.
Fils de Carlos Antonio López, il est le troisième dictateur du Paraguay et le deuxième sous un régime héréditaire et monarchique. Il remplit les rôles de commandant en chef des Forces armées et chef suprême de la nation paraguayenne durant la Guerre de la Triple Alliance.
Après la mort de son père le 10 septembre 1862, Solano López réunit un congrès spécialement pour l'introniser officiellement comme le nouveau Chef de l'État. Il marque ainsi la continuité de la politique de son père et du système monarchique. Le seul chemin existant pour la mer depuis le Paraguay était celui du Río de la Plata. Mais ce dernier était sous contrôle étranger. López, déterminé à obtenir une sortie indépendante vers l'Océan, prépara une armée de plus ou moins quatre-vingt mille hommes.
Se servant de l'intervention du Brésil dans la guerre civile uruguayenne, Solano ordonna la capture du navire Marquês de Olinda, qui remontait le Río Paraguay en direction du Mato Grosso. Cet incident déclencha une guerre entre le Paraguay et un groupe de pays qui fut appelé la Triple Alliance, formée par le Brésil, l'Uruguay et l'Argentine.
Au début du conflit López obtint des succès militaires significatifs. Mais bientôt la guerre évolua défavorablement pour le Paraguay. Au fur et à mesure des insuccès et vu la longueur du conflit qui s'éternisait, une opposition à la guerre se manifesta dans la population et au sein du gouvernement paraguayen. Francisco Solano López commença dès lors à exercer une répression cruelle contre ses opposants. Ainsi en 1868, il accusa plusieurs de ses compatriotes de trahison et de conspiration, ordonnant de les exécuter.
Le général Correia da Câmara et ses troupes le poursuivirent jusqu'à ce qu'ils le trouvent blessé et isolé alors qu'il essayait de traverser le Rio Aquidaban, après avoir perdu la bataille de Cerro Corá. Selon les relations historiques, même après avoir été désarmé, López résista. Il fut exécuté près de Cerro Corá, le 1er mars 1870.

## Carrière politique et militaire
Fils de Carlos Antonio López et de son épouse Juana Pabla Carrillo Vianna, il est le petit-neveu du dictateur José Gaspar Rodriguez de Francia dit « El Supremo ». En 1844, son père accède au pouvoir et met en place une nouvelle constitution et établit un régime aristocratique tout en s'attribuant les pleins pouvoirs. Dès l'accession au pouvoir de son père, Solano devient son successeur désigné. À l'âge de 18 ans il fut nommé général de brigade. Par la suite il commanda l'armée qui lutta contre le caudillo argentin Juan Manuel de Rosas.
Entre 1853 et 1865 il voyagea à plusieurs reprises en Europe, où il étudia et observa le système militaire prussien. Durant ses voyages, il achetait des armes et des munitions pour les forces armées paraguayennes et il obtint la ratification de traités commerciaux avec la France et l'Angleterre. Il fréquenta la cour de Napoléon III, où lui fut présentée l'Irlandaise Elisa Lynch, qui le suivit à Asuncion et parvint à exercer une grande influence dans les affaires de l'état.
Lorsqu'il fut nommé au poste de ministre de la Guerre et de la Marine, Solano fit adopter dans les forces armées paraguayennes le système militaire appris en Europe.

## Accession au pouvoir
Don Carlos Antonio López s'éteint le 10 septembre 1862, dans son palais à Asuncion, à l'âge de 69 ans après 18 années de règne absolu sur le Paraguay. Comme convenu, c'est son fils aîné, Solano, qui lui succède à la tête du pays, instaurant ainsi une sorte de système monarchique. Dès le décès de son père, Solano réunit le Congrès afin que ce dernier le reconnaisse comme le successeur légitime de son père. Il est officiellement intronisé chef suprême quelques jours après les funérailles de son père. Dans le même temps, il s'attribue le titre de maréchal et de généralissime.

## Règne

### Premières années

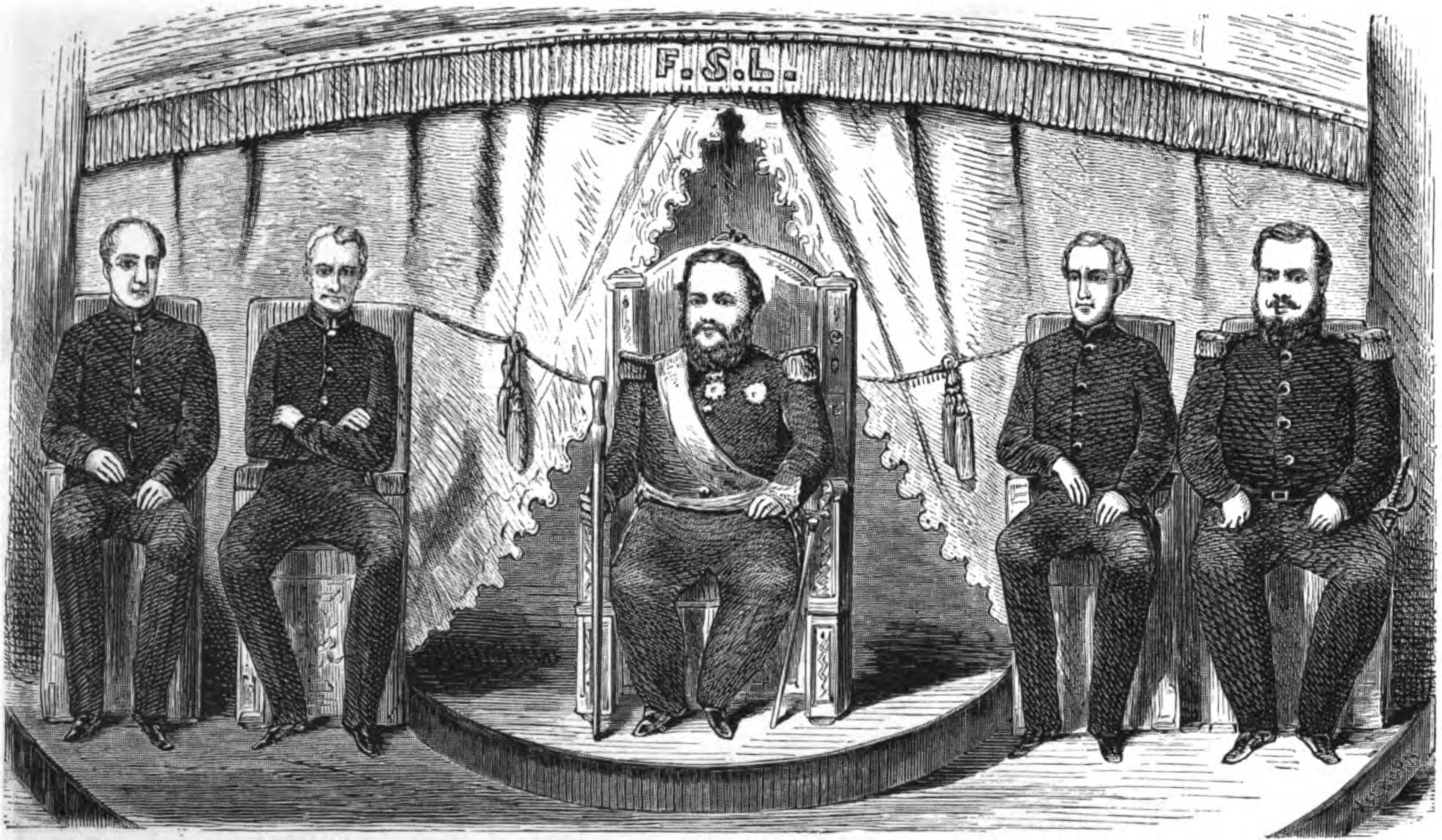
Solano López et les membres de son cabinet.

Solano Lopez hérite d'un lourd passé marqué par les tentatives d'empiéter sur la souveraineté du Paraguay : de la part de l'Argentine (expédition de Belgrano lors de l'Indépendance, fermeture du Parana par Rosas jusqu'à la fin de son gouvernement en 1852, refus du Parlement argentin de reconnaître cette indépendance en 1855, etc.), de la Grande-Bretagne (affaire Cansttat, tentative d'arraisonnement de son navire, le Tacuari, dans le Rio de la Plata, 1859), des États-Unis (affaire du consul Hopkins : intervention de la marine en 1860), et du Brésil (intervention de la marine de 1855 à la suite d'un conflit dans la région nord-est du Paraguay). Il agit alors sur appel du gouvernement ami uruguayen en péril, proche de son renversement par le Brésil. Très inquiet de la pression brésilienne sur le gouvernement ami de Berro, le Paraguay adresse au Brésil une note le 30 août 1864, réitérée le 3 septembre suivant, énonçant que la mise en cause de l'équilibre politique et diplomatique dans le Rio de la Plata était inacceptable et que s'il advenait, le Paraguay interviendrait, précisant qu'il agirait motu proprio. Le 12 octobre, le Brésil envahissait l'Uruguay. Le 12 novembre, le Paraguay arraisonnait le cargo brésilien Marques de Olinda sur le fleuve Parana. Le 14 janvier 1865, le Paraguay demandait à l'Argentine l'autorisation de traverser son territoire pour porter la guerre en Uruguay. N'ayant obtenu aucune réponse, il pénétra dans la province de Corrientes. Le 9 février, l'Argentine officialisait son refus : le 4 avril, le Paraguay lui déclarait la guerre. Pendant ce temps, le Brésil permettait à son allié Flores de renverser le gouvernement uruguayen pour ensuite signer avec lui le protocole de Villa Unión le 20 février 1865, par lequel l'Uruguay se rangeait à ses côtés dans la Guerre. Les trois pays signent alors le Traité secret de la Triple Alliance le 1er mai 1865, qui ne sera rendu public que par une indiscrétion à Londres, en 1866.

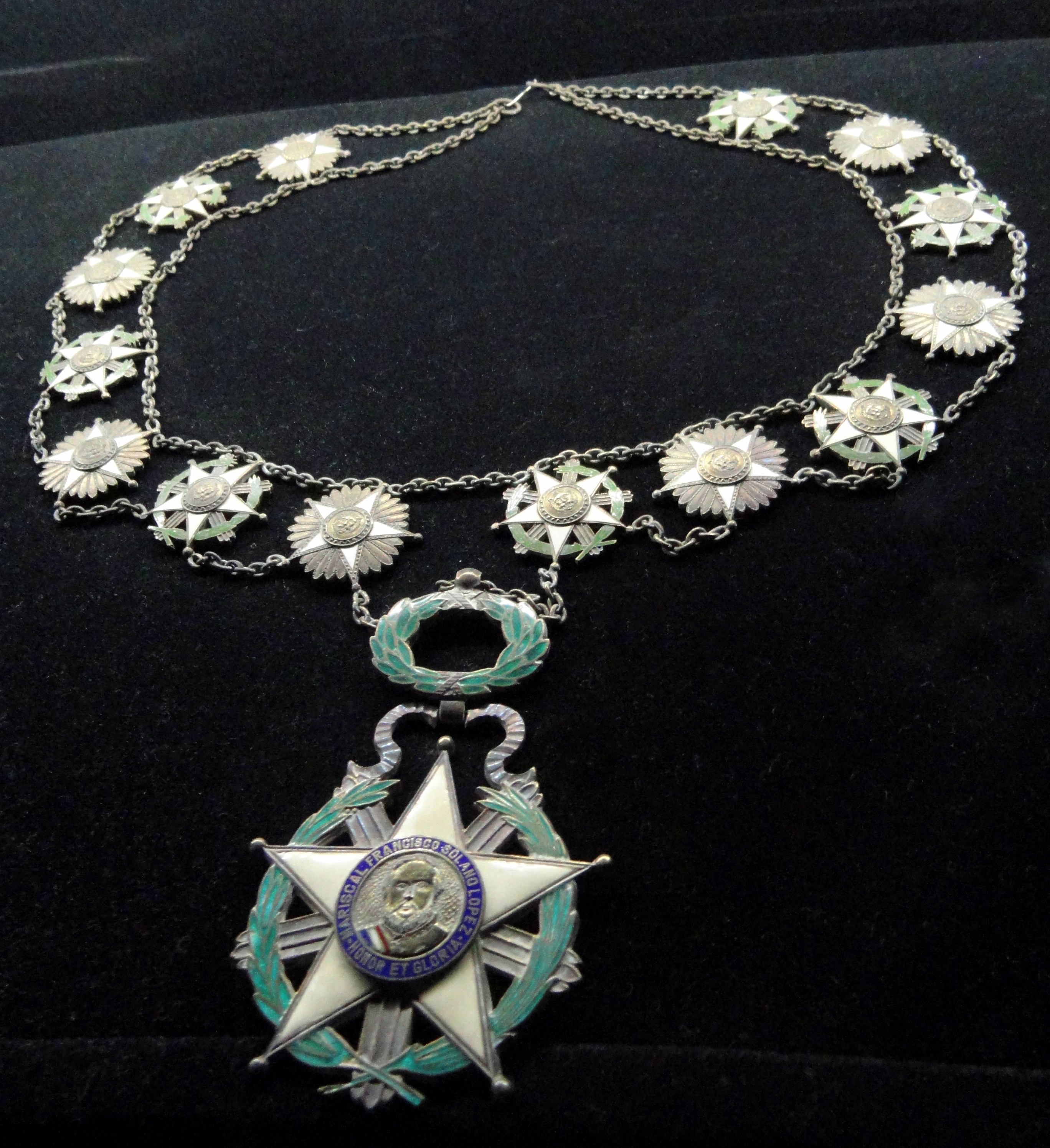
Cordon de Francisco Solano López.

Après l'accession à l'indépendance, les frontières entre Argentine, Brésil, Uruguay et Paraguay étaient contestées. L’Argentine avait dû se résoudre à reconnaître l'indépendance du Paraguay, État stable, autarcique en matière économique et en plein essor industriel après les gouvernements du dictateur Francia (stabilité et autarcie) et de Carlos Antonio López (développement économique autonome), prolongés par son fils Solano pendant ses deux premières années de règne. Le pays était en communication directe mais lointaine avec l'Uruguay par une « zone floue » dans la région nord-est de la province d'Entre Ríos, l'actuelle province argentine de Misiones. Le Paraguay et l'Argentine revendiquaient ce territoire mais aussi la région située à l'ouest du fleuve Paraguay entre Asuncion et le confluent du rio Bermejo ; le Brésil et le Paraguay revendiquaient une zone étendue au nord et au nord-est de la région orientale paraguayenne, le Brésil et l'Argentine conservaient des ambitions sur l'Uruguay, les uruguayens refusaient l'annexion aussi bien par le Brésil que par l'Argentine et des Uruguayens contestaient la frontière avec le Rio Grande do Sul brésilien.
L'Uruguay, zone historiquement incluse dans le vice-royauté espagnole du Río de la Plata, fut annexé par le Portugal puis le Brésil (indépendant en 1822) pendant sept ans. Le Portugal établit et le Brésil maintint la province Cisplatina (1821-1827). L’Uruguay (République Orientale d'Uruguay) a retrouvé l'indépendance grâce aux soulèvements contre l'occupant et à la Grande-Bretagne dont la politique favorisait l'émiettement des anciennes terres de la Couronne d'Espagne (1828). l'Argentine, se voulant l'héritière du Vice-Royaume tenta, de son côté, d'empêcher la « sécession ».
Solano Lopez, réagissant à l'attaque du gouvernement conservateur ami de Montevideo par le parti des libéraux soutenus par le Brésil, après notification que le Paraguay ne pourrait accepter de modification de l'équilibre des forces dans le Rio de la Plata, ouvrit les hostilités contre le Brésil dès 1864 d'abord, donna prétexte à l'Argentine pour rejoindre le Brésil en faisant passer une colonne armée sur le territoire de la province d'Entre Rios ensuite et, enfin, le Brésil ayant renversé le gouvernement uruguayen favorable au Paraguay et installant son allié Venancio Flores, par ailleurs proche du président argentin Mitre, se trouva avec un troisième ennemi. Compte tenu du passé et du contexte régional, il n'était pas illogique pour Francisco Solano Lopez d'engager le combat, le temps jouant à moyen terme contre le Paraguay.

### Personnalité et options politiques

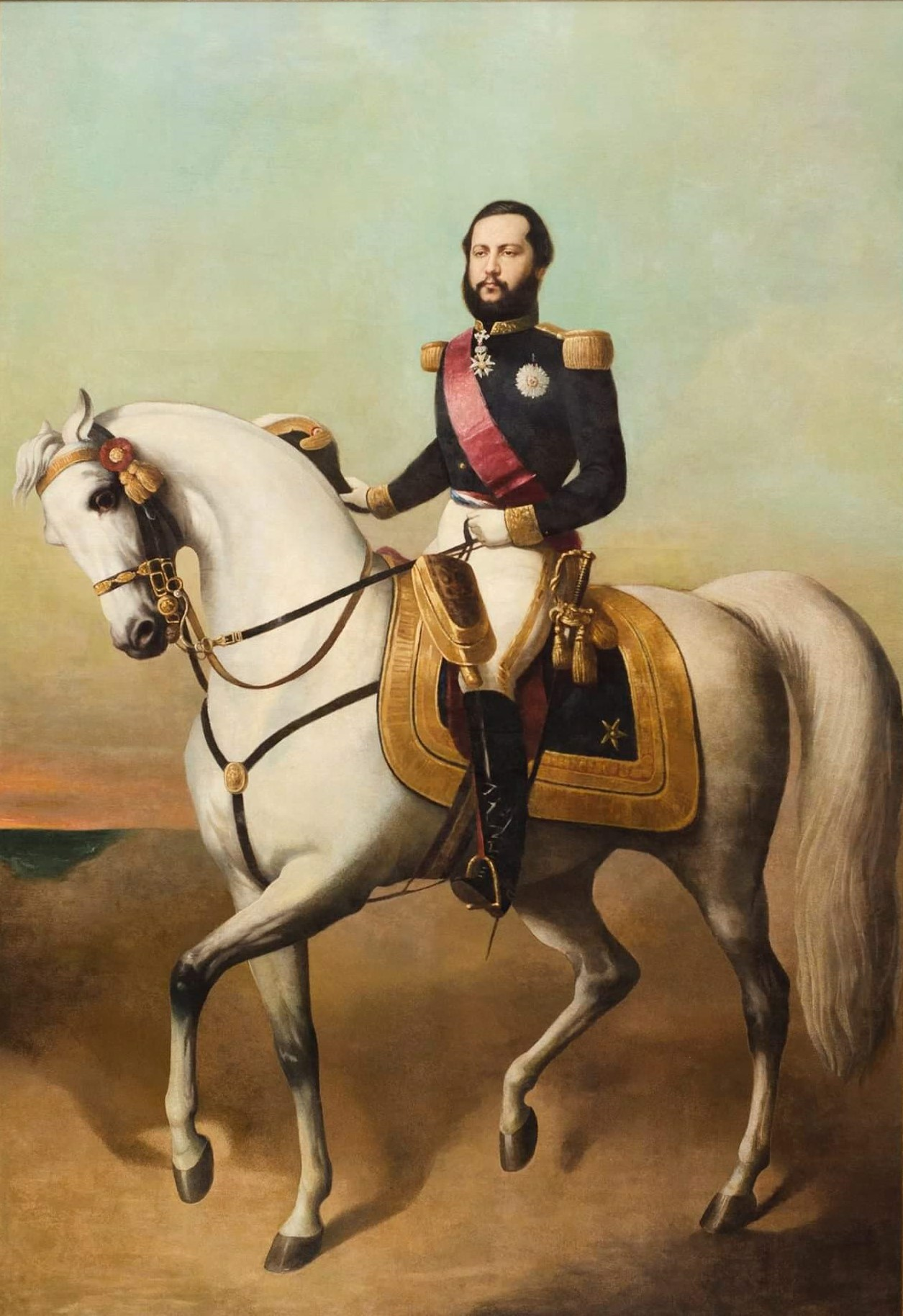
Portrait équestre de Solano López.

Le maréchal (Mariscal) Francisco Solano Lopez était un personnage plus complexe que la propagande des futurs Alliés, alimentée par la Grande-Bretagne et la France, ne le présentait, même si la réalité n'en était pas loin en 1864-65 : un « tyran », mégalomane et paranoïaque, admirateur de Napoléon. Pendant ses deux premières années au pouvoir, il avait poursuivi la ligne de modernisation de son père, appelant des ingénieurs et des techniciens étrangers, envoyant des boursiers en Europe. Il connaissait très bien les affaires politiques, diplomatiques et militaires des trois futurs Alliés. Dès 1845, âgé de 18 ans, il devait commander une expédition militaire, le Paraguay s'étant allié avec la province argentine de Corrientes contre Buenos Aires, projet qui avorta. Il a été accepté comme médiateur par Mitre et Urquiza après la bataille de Cepeda (1859), médiation jugée à l'époque « brillante ». Il avait effectué un long voyage en Europe où, outre ses visites officielles aux cours de Madrid et de Paris, aux gouvernements de grands pays, il s'était rendu à Rome, car son père était désireux, sans en perdre le contrôle, de régulariser les relations du pays avec l'Église catholique. Il étudia les réalisations issues des techniques récentes : chemin de fer, chantiers navals (déjà construits par son père), télégraphe, armements, etc. Il s'était donc montré apte à la diplomatie, intéressé et actif dans la modernisation de son pays, mais, sans le moindre doute, n'en rêvait pas moins de gloire militaire. Le qualifier de mégalomane apparaît cependant incertain et repose sur une accusation grave : il aurait eu la volonté et constituer une union avec l'Uruguay pour disposer d'un accès à la mer, et sur des constatations secondaires tel le fait d'avoir rassemblé autour de lui une cour à l'image de pays qu'il avait visités. Son analyse de la situation recela une erreur d'appréciation : il pensait qu'Urquiza, qui pouvait verrouiller le confluent Paraguay-Parana, s'opposerait à Mitre, alors que ce dernier se montra évasif, soit qu'il n'ait plus été en mesure d'agir soit qu'il ait perdu le désir de le faire. Sans doute Solano Lopez aggrava-t-il le dilemme d'Urquiza en occupant Corrientes. Quant à sa « paranoïa », au sens populaire du terme, alliée à un autoritarisme excessif, elle s'est révélée bien réelle puis sans limite dans la défaite. Son caractère soupçonneux et dictatorial s'était déjà illustré lors de la préparation de la succession de son père et il lui était reproché d'écouter d'une oreille complaisante les dénonciations des uns envers les autres. Le sommet en fut atteint lors d'une supposée conjuration de San Fernando, réunissant en 1868 des personnages importants et certains membres de sa famille qui s'étaient interrogés sur l'opportunité de poursuivre la guerre. Ils furent exécutés.

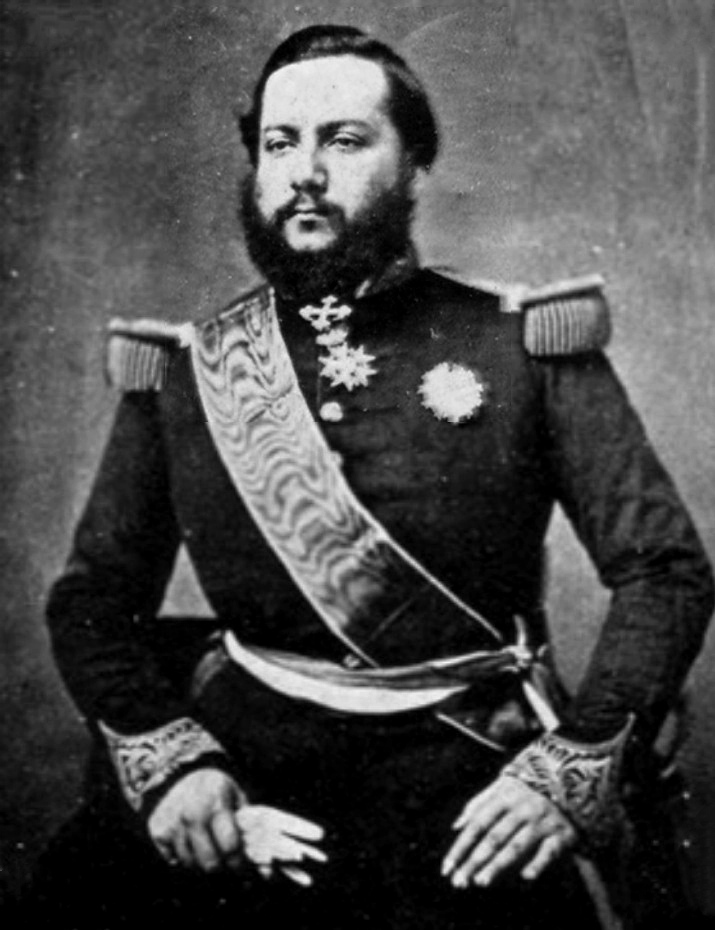
Solano López en 1870.

La décision de Solano Lopez d'engager les hostilités se comprend assez bien : il est essentiel de constater que n'importe quel dirigeant conscient aurait eu de sérieuses raisons d'avoir à choisir entre deux mauvaises solutions : le conflit immédiat et l'espoir incertain de briser le front par la diplomatie, le temps jouant contre un pays enclavé comme le Paraguay, puisque ses deux grands voisins n'abandonneraient pas leurs revendications territoriales. Ses tendances « paranoïaques » pouvaient donc se nourrir de faits passés et contemporains bien réels et cette conjonction, compte tenu de sa propension aux solutions radicales, l'entraînait à choisir celle de l'affrontement immédiat, cohérente avec son penchant pour l'usage de la force. Avec la prise de contrôle d'un nouveau gouvernement uruguayen par le Brésil et la collusion de fait de Buenos Aires sous Mitre, hostile à l'indépendance du Paraguay, ce dernier se trouvait isolé. Le rapport des forces était alors moins déséquilibré qu'il n'y pourrait paraître. L'Uruguay représentait une force secondaire et le Paraguay y avait encore des amis ; l'Argentine ne comprenait pas plus de 2 à 3 millions d'habitants divisés et dispersés ; le « caudillo » d'Entre Rios Urquiza s'était toujours montré favorable ; enfin le Brésil était loin (il lui faudra emprunter le Rio de la Plata puis le Parana-Paraguay). La partie paraissait jouable, d'autant plus que l'armée argentine ne réunissait, dit-on, que 8 000 hommes, celle de l'Uruguay 2 000 hommes et celle du Brésil moins de 20 000 hommes en 1864. Elle sera perdue dès les premiers mois en raison du rapprochement inattendu du Brésil et de l'Argentine sur l'avenir de l'Uruguay, par la mauvaise appréciation, explicable compte tenu du passé, de la situation intérieure argentine et des limites de « l'amitié » ou du pouvoir d'Urquiza dont la position de verrou ne joua pas, et d'une erreur stratégique rendue catastrophique à cause de son obstination contre son chef militaire qu'il accusera de trahison et fera exécuter (envoi d'une armée en Uruguay, début 1865), entraînant la paralysie de toute initiative de ses commandants, et, plus tard, paradoxalement, du non-respect de ses ordres précis par le commandant de sa flottille (bataille de Riachuelo, juin 1865 : voir article Wikipedia en anglais sur la bataille). Un événement important devait le renforcer dans sa conviction d'un encerclement : alors que la Triple Alliance était constituée et que la guerre faisait rage, le Vatican décida de rattacher l'évêché d'Asuncion à l'archevêché de Buenos Aires, information qu'il apprit par le journal de Buenos Aires La Tribuna parvenu jusqu'à ses armées en campagne.
Que Solano Lopez n'ait fait que précipiter le cours de l'Histoire ressort sans équivoque des buts de guerre des trois Alliés, exposés dans le Traité (secret) de la Triple Alliance de 1865, connu l'année suivante : règlement à leur profit du tracé des frontières (article XVI), imposition du paiement de dommages de guerre (alors que les trois pays prétendaient faire la guerre au « tyran » et non au peuple paraguayen), disparition de la puissance relative du pays (article XIV), imposition de la clause de la nation la plus favorisée avec les trois Alliés (article X), sonnant l'abandon du protectionnisme qui avait permis son développement relatif. De fait, la guerre achevée, le Paraguay a été mis en coupe réglée progressivement par des intérêts anglo-argentins d'abord,, puis brésiliens.

## Guerre de la Triple Alliance

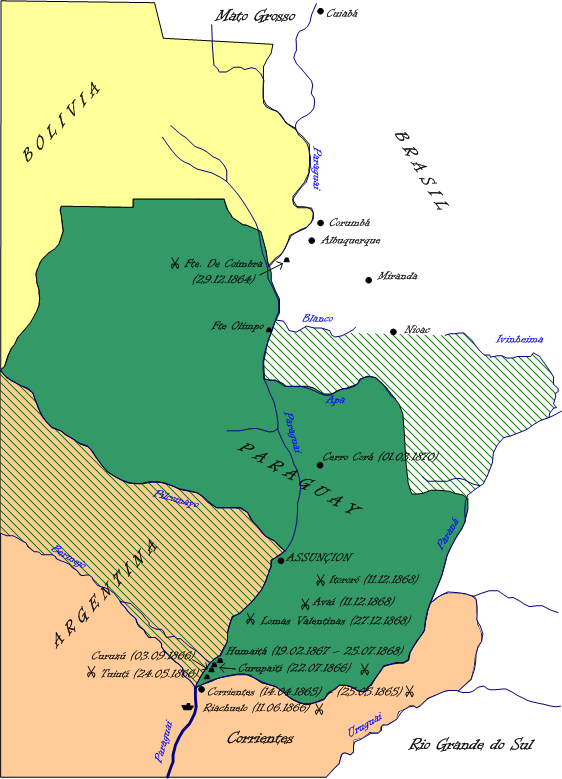
Les principales batailles de la guerre. Les territoires perdus par le Paraguay sont en hachuré, le nord du Paraguay d'aujourd'hui était sous administration bolivienne.

Lopez réagit dès décembre 1864. Le Paraguay ferma le fleuve Paraguay au trafic brésilien et fit aborder un navire brésilien qui transportait le président du Mato Grosso dans sa province. Il rompit les relations diplomatiques avec le Brésil, et lança des coups de main sur plusieurs fortins brésiliens isolés du Sud du Mato Grosso, qui rapporta un butin militaire.

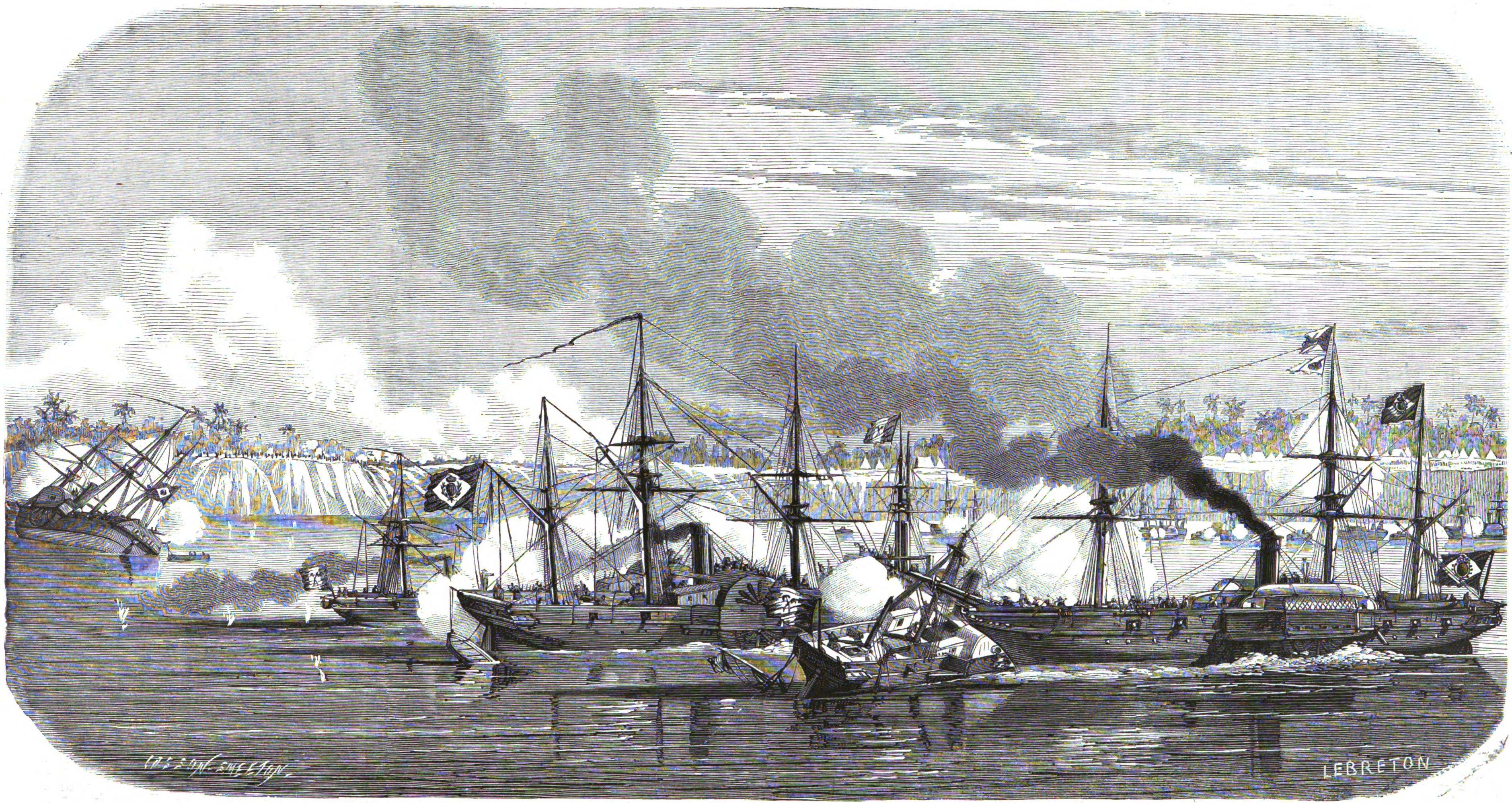
Bataille navale de Riachuelo (11 juin), dans les eaux du Paraná, entre les escadres brésilienne et paraguayenne (Cosson-Smeeton & Lebreton, d'après un dessin envoyé par M. Félix Vogeli).

Lopez voulait intervenir dans la guerre civile qui se déclenchait en Uruguay entre pro et anti-brésiliens. Ses troupes devaient passer par la région argentine d'Entre Ríos, toujours en partie revendiqué par le Paraguay, et dont l'homme fort était Juan Bautista Urquiza. Le président paraguayen lui demanda l'autorisation de traversée pour ses troupes. Urquiza le renvoya sur Bartolomé Mitre. Celui-ci ne refusa pas expressément, mais soumit sa réponse à une décision officielle du gouvernement qu'il dominait, décision négative du 9 février 1865, ce qui eut pour effet de faire perdre du temps à Solano Lopez dans la conduite des hostilités. Lorsqu'il finit par intervenir sans autorisation, cela fournit un casus belli à l'Argentine pour s’engager dans la guerre. En avril 1865, en effet, les Paraguayens occupèrent Corrientes, préparant une avancée vers leurs alliés uruguayens, qui venaient d'être défaits par le gouvernement pro-brésilien et les armées brésiliennes. Le nouveau gouvernement uruguayen imposé par le Brésil et proche de Mitre referma le piège sur le Paraguay : une triple alliance fut formalisée par le traité du 1er mai 1865 ; l'un de ses principaux buts de guerre était de contraindre le Paraguay à accepter les frontières selon les termes revendiqués par le Brésil et l'Argentine (article XVI). Cela revenait à faire renoncer définitivement le Paraguay au sud, à ce qui constitue aujourd'hui la province de Misiones et une partie de Corrientes (aujourd'hui la province de Formosa), et, au nord et nord-est, au profit du Brésil, à une région étendue au sud du Mato Grosso et au nord de Guaira.

Francisco Solano Lopez entreprit une première action judicieuse et victorieuse en attaquant, en fin 1864, les fortins brésiliens situés au sud du Mato Grosso et prit Corumba. Cette ville sera reprise, mais il n'abandonnera ce front qu'en 1867 en raison des défaites subies dans le sud du Paraguay. L'envoi, début 1865, de deux colonnes vers l'Uruguay fut sa grande erreur stratégique, aux conséquences désastreuses. Il s'éloignait de ses bases sans les moyens logistiques qu'une telle entreprise aurait exigée, avec un commandement tétanisé par la peur de toute initiative. En effet, Solano Lopez accusa de trahison un commandant qui, dubitatif sur la validité de l'objectif, demanda confirmation de ses ordres. Il sera arrêté et plus tard exécuté. Solano Lopez perdra une dizaine de milliers d'hommes. Les effectifs limités mais aguerris de Flores jouèrent un rôle essentiel dans cette défaite. Au début de la guerre, le Brésil disposait d'un avantage considérable, avec une flotte très supérieure en nombre et en marins entraînés. Cependant, une de ses divisions navales fut attaquée par la seule flottille paraguayenne, qui fut vaincue (bataille navale de Riachuelo, juin 1865). Cette fois-ci, le commandant (Meza), portait la responsabilité de la défaite pour n'avoir pas respecté les instructions de Solano Lopez. L'opération était audacieuse mais réunissait de bonnes conditions pour être couronnée de succès. Le Brésil, s'il avait été battu, n'en aurait pas moins fini par dominer le fleuve. Désormais, il pouvait confiner les armées paraguayennes sur leur territoire et acheminer des renforts. Les Alliés se renforçaient, le déséquilibre des armées se résorbait.

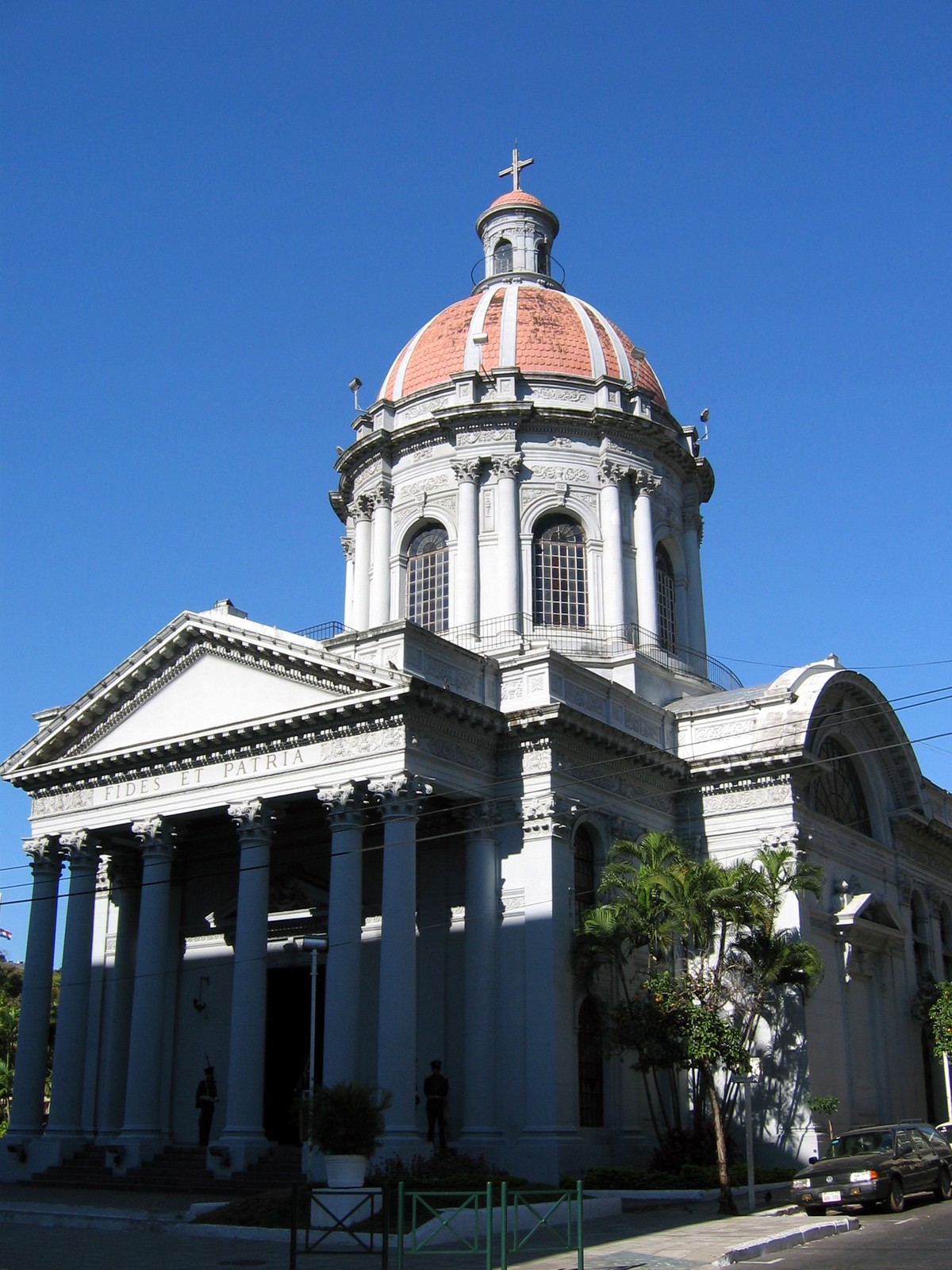
Panthéon des Héros à Asunción où repose Francisco Solano López.

La suite de la guerre se passa sur le territoire paraguayen depuis le confluent du Paraguay et du Parana, l'avance de ceux qui étaient devenus des Alliés, commandés par Mitre, se révélant laborieuse. Il faudra deux ans et demi après Riachuelo pour atteindre la capitale (1er janvier 1868). Les armées furent durement atteintes par le choléra et y perdirent plusieurs dizaines de milliers d'hommes. La retraite progressive des armées paraguayennes fut généralement bien menée. Elle remporta une unique victoire, brillante, à Curupayty (1866), obtenue par Diaz (20 000 Alliés dont plus de cinq mille périrent). Un seul des chefs militaires de premier rang chez les Alliés se révéla bon stratège, le brésilien marquis de Caxias. Mitre devant quitter le Paraguay en raison des désordres affectant l'Argentine, dut abandonner le commandement (1867) et Flores fut contraint de quitter le théâtre des opérations pour la même raison. Il trouvera la mort en Uruguay en 1868. L'essentiel de l'effort de guerre reposa encore plus sur le Brésil. Désigné comme commandant en chef à la place de Mitre, le marquis (plus tard duc) de Caxias, parvint à occuper la capitale le 1er janvier 1868, où il rejoignit son armée le 5 janvier. La victoire avait été facilitée par le contrôle du fleuve par sa marine, qui lui avait permis de prendre l'armée paraguayenne à revers. Le 13, il renonça à son poste, estimant que la guerre n'avait plus de raison d'être. Mitre n'était pas non plus favorable à une poursuite du conflit. L'Empereur Pedro II en jugea autrement. Le Comte d'Eu, Français, son gendre, nouveau commandant en chef - mais Argentins et Uruguayens ne participèrent que très marginalement à cette dernière phase - pourchassa Solano Lopez pour s'en saisir. Ce dernier avait proclamé qu'il ne se rendrait jamais et avait rejeté les offres de cesser les combats.

## Mort

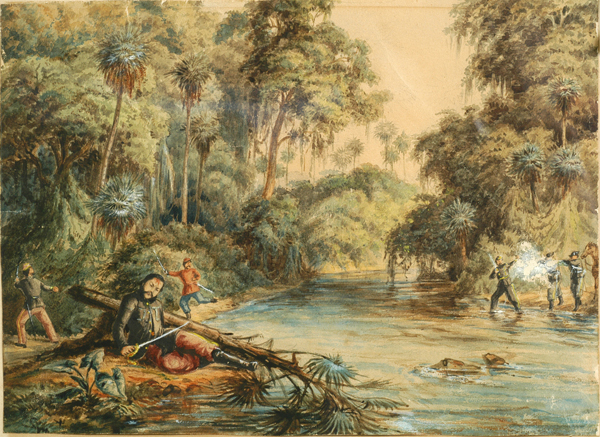
Mort de Francisco Solano López sur les berges de la rivière.

En février 1870, une colonne alliée placée sous le commandement du colonel Bento Martins de Menezes a appris que López se trouvait à proximité de Cerro Corá, qui a transmis l'information au général José Antônio Correia da Câmara le 18 février. Le général Bernardino Caballero participait à une expédition de recherche de nourriture avec 40 hommes lorsque, le 1er mars, l'avant-garde de l'alliance sous le commandement du lieutenant-colonel Francisco Antonio Martins attaqua le camp du Paraguay à 19 h 00 le long de la rivière Aquidaban (es).
Une troupe brésilienne d’environ 4 500 soldats a poursuivi et pris au piège l’armée paraguayenne et mal armée de quelque 409 combattants paraguayens, dont des blessés, des personnes âgées, des femmes et des enfants. Sept mois auparavant, quand ils ont commencé le voyage vers le nord, connu sous le nom de « Viacrucis de la nation ». Les Brésiliens - dirigés par le général maréchal José Antônio Correia da Câmara a poursuivi le reste de l'armée paraguayenne.
La bataille fut brève. López a été entouré de six cavaliers et refusa de se rendre, dégainant son revolver. Le caporal José Francisco Lacerda lui enfonça sa lance dans le ventre, le blessant mortellement. Assisté par le capitaine Francisco Argüello, López échappa aux Brésiliens et atteignit le ruisseau Aquidabán-Niquil, mais a été incapable de gravir la rive escarpée à cause de sa blessure. Resté seul, il a été retrouvé par les Brésiliens mais a de nouveau refusé de se rendre lorsque João Soares lui tire une dernière balle dans le dos,.
Après que les forces brésiliennes ont tué López, ils se dirigèrent vers les civils afin de les capturer. Le fils aîné de López et d'Eliza Lynch, Juan Francisco, qui avait été promu colonel pendant la guerre et avait 15 ans, était avec son père. Les officiers brésiliens lui ont demandé de se rendre et, après avoir répondu : « Un coronel paraguayo nunca se rinde » (en français : « un colonel paraguayen ne se rend jamais »), il a été tué par balle.

## Mariage et descendance

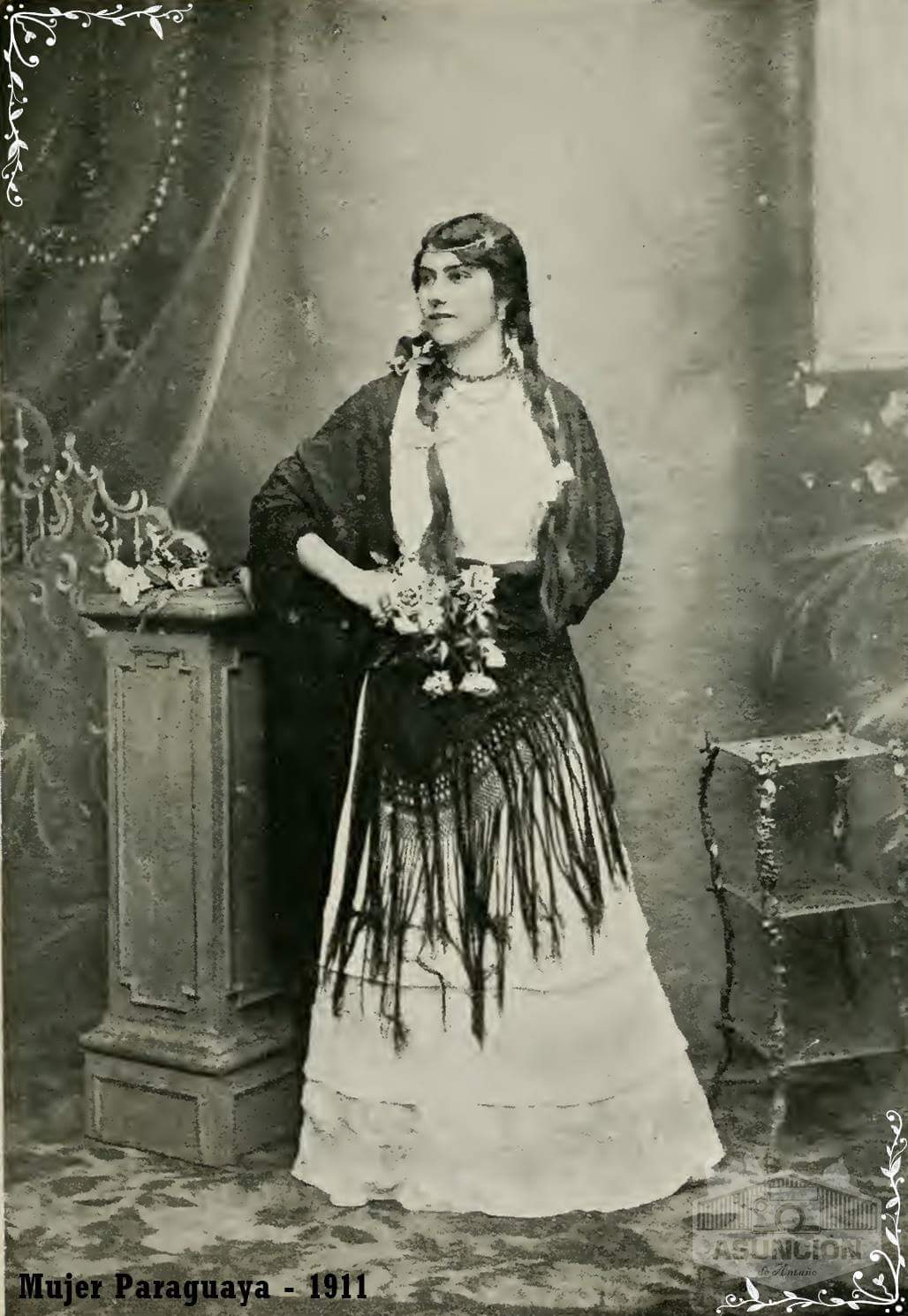
Photographie de Elisa Lynch, en 1855.

Elisa Lynch rencontre Francisco Solano López en 1854 alors en voyage d'études en France. Elle devient sa maîtresse et elle le suit la même année dans son pays. Elisa Lynch va donner sept enfants à Solano López : 
- Juan Francisco "Panchito" López (1855-1870), héritier du régime, tué avec son père ;
- Corinna-Adélaïde López (1856-1857) ;
- Enrique Solano López (1858-1917), sénateur et maire de la ville d'Asuncion ;
- Federico Joel López (1860-1904) ;
- Carlos Honorio López (1861-1924) ;
- Leopoldo Antonio (1862-1870) ;
- Miguel Marcial López (1866-1867).

Son dernier fils, Miguel, né en 1866, en pleine guerre du Paraguay, ne résiste pas aux mauvaises conditions de survie et meurt jeune de la dysenterie.
Elisa Lynch suit Solano López pendant toute la guerre qui sévit au Paraguay. Elle conduit un groupe de femmes appelé Las Résidentas composé des épouses et filles des soldats. C'est à ce titre qu'elle participe à la bataille de Cerro Corá où Solano López trouve la mort le 1er mars 1870. Le fils aîné de Lynch et López, Juan Francisco, colonel à 15 ans, est également abattu. Prisonnière, Elisa doit enterrer les corps de son époux et de son fils à mains nues.
Avant son union avec Elisa Lynchn, Solano López eu également plusieurs enfants illégitimes, notamment de sa relation avec Juana Pesoa :
- Emiliano Victor López (1850-1875) ;
- Adelina Constanza López (1851-1868) ;
- José Félix López (1860-1870).